# Landtagswahlkreis Dahme-Spreewald III
Der Wahlkreis Dahme-Spreewald III (Wahlkreis 28) ist ein Landtagswahlkreis in Brandenburg. Er umfasst die Städte Lübben (Spreewald) und Luckau, die Gemeinden Heideblick, Heidesee und Märkische Heide sowie die Ämter Lieberose/Oberspreewald, Schenkenländchen und Unterspreewald aus dem Landkreis Dahme-Spreewald. Wahlberechtigt waren bei der letzten Landtagswahl 54.390 Einwohner.

## Landtagswahl 2024
Bei der Landtagswahl 2024 wurde im Wahlkreis Hans-Christoph Berndt direkt gewählt. 
Die weiteren Wahlkreisergebnisse:
| Gegenstand der Nachweisung | Gegenstand der Nachweisung | Erst- stimmen | Erst- stimmen | Zweit- stimmen | Zweit- stimmen |
| Bewerber                   | Partei                     | Anzahl        | %             | Anzahl         | %              |
| -------------------------- | -------------------------- | ------------- | ------------- | -------------- | -------------- |
| Wahlberechtigte            | Wahlberechtigte            | 52.637        | 52.637        | 52.637         | 52.637         |
| Wählende                   | Wählende                   | 39.652        | 75,3 %        | 39.652         | 75,3 %         |
| Ungültige Stimmen          | Ungültige Stimmen          | 566           | 1,4 %         | 387            | 1,0 %          |
| Gültige Stimmen            | Gültige Stimmen            | 39.086        | 98,6 %        | 39.265         | 99,0 %         |
| davon                      |                            |               |               |                |                |
| Nadine Graßmel             | SPD                        | 13.022        | 33,3 %        | 11.646         | 29,7 %         |
| Hans-Christoph Berndt      | AfD                        | 15.346        | 39,3 %        | 13.904         | 35,4 %         |
| Kay Drews                  | CDU                        | 4.992         | 12,8 %        | 4.167          | 10,6 %         |
| Benjamin Raschke           | GRÜNE                      | 673           | 1,7 %         | 926            | 2,4 %          |
| Pascal Merkes              | Die Linke                  | 1.158         | 3,0 %         | 749            | 1,9 %          |
| Kersten Haase              | BVB/FW                     | 2.237         | 5,7 %         | 1.068          | 2,7 %          |
| –                          | FDP                        | 329           | 0,8 %         | 250            | 0,6 %          |
| –                          | Tierschutzpartei           | -             | -             | 696            | 1,8 %          |
| Antony Jonneck             | Plus (Piraten, ÖDP, Volt)  | 466           | 1,2 %         | 262            | 0,7 %          |
| –                          | BSW                        | -             | -             | 4.987          | 12,7 %         |
| –                          | III. Weg                   | -             | -             | 102            | 0,3 %          |
| –                          | DKP                        | -             | -             | 25             | 0,1 %          |
| Sebastian Kilka            | DLW                        | 863           | 2,2 %         | 371            | 0,9 %          |
| –                          | WU                         | -             | -             | 112            | 0,3 %          |

## Landtagswahl 2019
Bei der Landtagswahl 2019 wurde im Wahlkreis Hans-Christoph Berndt mit 28,9 % der Stimmen bei einer Wahlbeteiligung von 65,2 % direkt gewählt. Die weiteren Wahlkreisergebnisse:
| Direktkandidat        | Partei    | Erststimmen in % | Zweitstimmen in % |
| --------------------- | --------- | ---------------- | ----------------- |
| Sascha Philipp        | SPD       | 25,7             | 26,7              |
| Olaf Schulze          | CDU       | 17,5             | 15,8              |
| Monika von der Lippe  | Die Linke | 9,0              | 8,4               |
| Hans-Christoph Berndt | AfD       | 28,9             | 28,8              |
| Benjamin Raschke      | GRÜNE     | 7,3              | 7,3               |
| Björn Langner         | BVB/FW    | 8,0              | 5,0               |
| Fabian Jahoda         | FDP       | 3,6              | 4,1               |
|                       | Sonstige  | –                | 4,1               |

## Landtagswahl 2014
Bei der Landtagswahl 2014 wurde Sylvia Lehmann im Wahlkreis direkt gewählt, die Wahlbeteiligung betrug 53,6 %. Die weiteren Wahlkreisergebnisse:
| Direktkandidat      | Partei    | Erststimmen in % | Zweitstimmen in % |
| ------------------- | --------- | ---------------- | ----------------- |
| Sylvia Lehmann      | SPD       | 37,2             | 35,7              |
| Adolf Deutschländer | Die Linke | 15,9             | 14,3              |
| Olaf Schulze        | CDU       | 28,6             | 24,7              |
| Andreas Rieger      | GRÜNE     | 4,5              | 3,8               |
| Rico Kerstan        | FDP       | 2,4              | 1,7               |
|                     | NPD       |                  | 3,1               |
| Ralf Miethe         | BVB/FW    | 11,3             | 2,6               |
|                     | REP       |                  | 0,4               |
|                     | DKP       |                  | 0,2               |
|                     | AfD       |                  | 12,3              |
|                     | PIRATEN   |                  | 1,2               |

## Landtagswahl 2009
Bei der Landtagswahl 2009 wurde Sylvia Lehmann im Wahlkreis direkt gewählt. Die Wahlbeteiligung lag bei 69,3 %. Die weiteren Wahlkreisergebnisse:
| Direktkandidat       | Partei              | Erststimmen in % | Zweitstimmen in % |
| -------------------- | ------------------- | ---------------- | ----------------- |
| Sylvia Lehmann       | SPD                 | 27,5             | 33,3              |
| Karin Weber          | Die Linke           | 25,4             | 24,6              |
| Johanna Wanka        | CDU                 | 27,1             | 22,5              |
| -                    | DVU                 | -                | 01,0              |
| Andreas Rieger       | GRÜNE               | 03,7             | 03,7              |
| Hans-Ulrich Urspruch | FDP                 | 06,0             | 07,0              |
| -                    | 50 Plus             | -                | 00,4              |
| -                    | DKP                 | -                | 00,1              |
| -                    | REP                 | -                | 00,2              |
| -                    | Die-Volksinitiative | -                | 01,4              |
| Lutz Reichel         | NPD                 | 03,9             | 03,6              |
| -                    | RRP                 | -                | 00,6              |
| Horst Pfeiffer       | Freie Wähler        | 01,1             | 01,5              |
| Frank Selbitz        | Einzelbewerber      | 05,2             | -                 |

## Landtagswahl 2004
Die Landtagswahl 2004 hatte folgendes Ergebnis:
| Direktkandidat      | Partei          | Erststimmen in % | Zweitstimmen in % |
| ------------------- | --------------- | ---------------- | ----------------- |
| Sylvia Lehmann      | SPD             | 26,8             | 32,0              |
| Johanna Wanka       | CDU             | 23,7             | 21,3              |
| Karin Weber         | PDS             | 28,9             | 25,7              |
| –                   | DVU             | –                | 07,4              |
| Wolfgang Renner     | GRÜNE           | 02,5             | 02,2              |
| Oliver Höhno        | FDP             | 04,3             | 03,5              |
| Detlef Roggan       | AfW             | 06,5             | 02,4              |
| –                   | AUB-Brandenburg | –                | 00,4              |
| –                   | DKP             | –                | 00,2              |
| –                   | GRAUE           | –                | 00,6              |
| –                   | FAMILIE         | –                | 02,7              |
| –                   | 50 Plus         | –                | 00,8              |
| –                   | JA              | –                | 00,4              |
| Siegfried Pschowski | Offensive D     | 01,0             | 00,1              |
| –                   | BRB             | –                | 00,4              |
| Heiko Terno         | Einzelbewerber  | 06,3             | –                 |